# Robert H. Hewsen
Robert H. Hewsen (nascido em Hewsenian; 20 de maio de 1934, Cidade de Nova Iorque, EUA - 17 de novembro de 2018, Fresno, Califonia, EUA) foi um historiador estadosunidense e professor de história na Universidade Rowan. Ele era um especialista na história antiga do Cáucaso do Sul. Hewsen é o autor de Armenia: A Historical Atlas (2001), um importante livro de referência, aclamado como uma conquista importante nos estudos armênios.